# Torkopf (Ammergauer Alpen)
Der Torkopf ist ein 1525 m ü. NHN hoher Berg in den Ammergauer Alpen auf dem Gebiet der Gemeinde Schwangau. Er erhebt sich markant aus der Nordflanke des Tegelbergs oberhalb des Gelbe-Wand-Steigs beim Rautbach. Obwohl der Torkopf in einem touristisch stark erschlossenen Gebiet liegt, ist der Gipfel nur selten besucht und schwierig erreichbar.

## Einzelnachweise

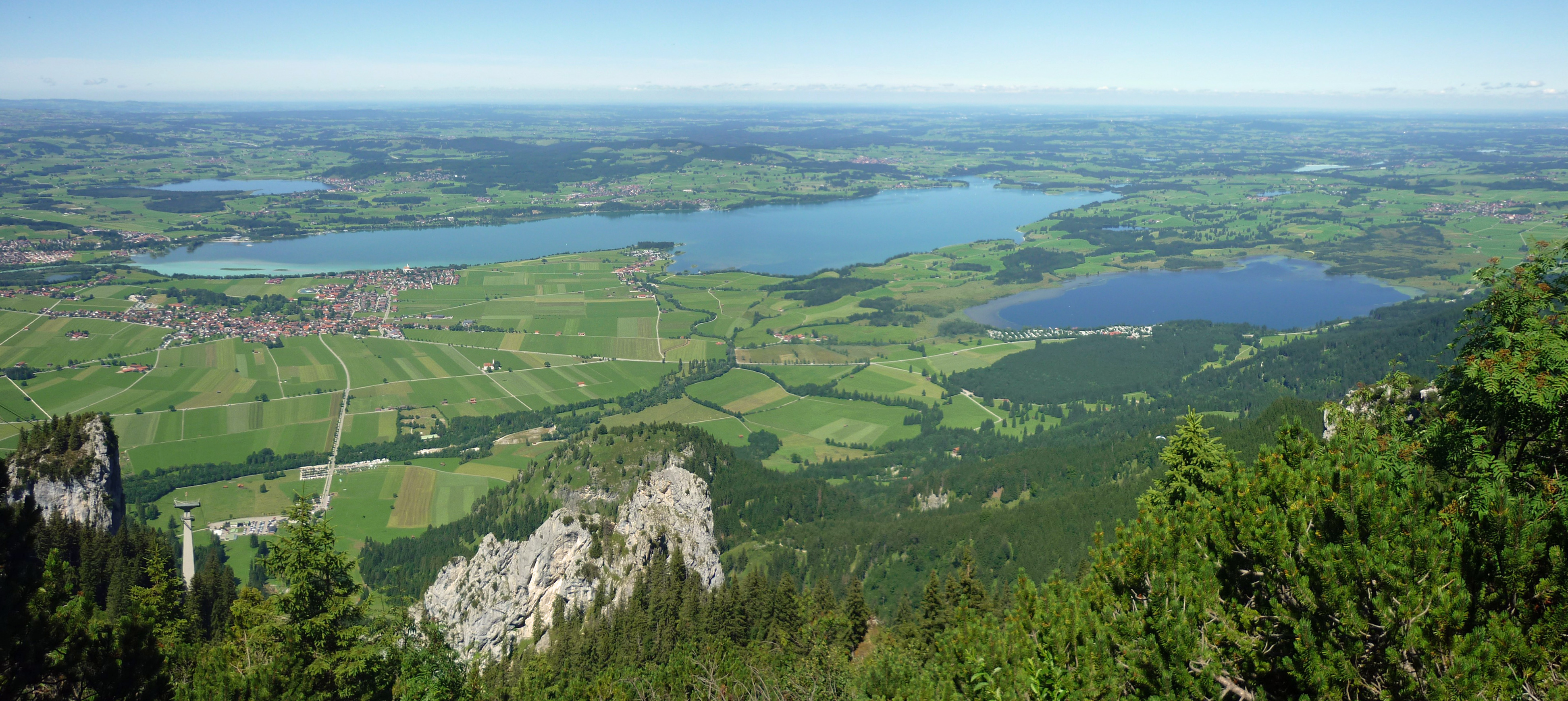
Links der Torkopf, in Bildmitte ein Teil des Gelber Wandschrofen mit Tiefblick zu Bannwald- und Forggensee